# Matija Ljubek
Matija Ljubek (Belišće, 22 de novembro de 1953 — Valpovo, 11 de outubro de 2000) foi um velocista jugoslavo (atualmente Croácia) na modalidade de canoagem.

## Carreira
Foi vencedor da medalha de Ouro em C-1 1000 metros e C-2 500 metros em Montreal 1976 e Los Angeles 1984 respetivamente.
Foi morto por um parente devido a uma disputa familiar.